# Lennart Berglund
Sven Georg Lennart Berglund, född 23 mars 1930 i S:t Görans församling i Stockholm, död 27 december 2013 i Rimforsa församling i Östergötlands län, var en svensk målare, tecknare och skulptör.
Lennart Berglund var son till vaktmästare Sven Berglund och konservator Irene, ogift Kvist. Han var autodidakt, främst skulptör men också tecknare. Han arbetade med forsknings- och utvecklingsprojekt vid Sveriges radio. Han utförde offentliga utsmyckningar till Riksbyggen i Växjö, Svenska Handelsbanken på Sturegatan i Stockholm, Teknologföreningens hus i Stockholm och Akademiska sjukhuset i Uppsala. Han är representerad vid Moderna Museet i Stockholm, Tel Aviv Museum i Israel och Statens konstråd. 
Han var 1958–1962 gift med Kate Berglund (född 1940) och från 1962 med regissören Maud Backéus (1931–2018).